# Vùng ngôn ngữ Đông Nam Á lục địa

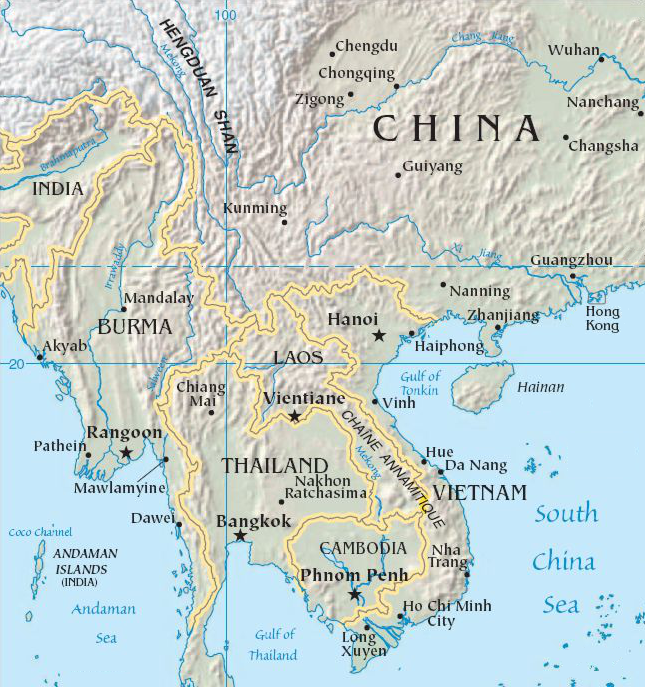
Đông Nam Á lục địa

Vùng ngôn ngữ Đông Nam Á lục địa là một vùng ngôn ngữ kéo dài từ nam Thái Lan đến nam Trung Quốc và từ Myanmar đến Việt Nam với sự hiện diện của các ngữ hệ gồm Hán-Tạng, H'Mông-Miền (hay Miêu-Dao), Tai-Kadai, Nam Đảo và Nam Á. Những ngôn ngữ lân cận nhau về địa lý, dù không liên quan về nguồn gốc, thường có đặc điểm hình thái giống nhau.

## Phân loại
Ngữ hệ Nam Á bao gồm tiếng Việt và tiếng Khmer, cũng như nhiều ngôn ngữ khác được nói rải rác khắp Đông Nam Á lục địa và cả Malaya và Đông Ấn Độ.
Phần nhiều nhà ngôn ngữ cho rằng ngữ hệ Nam Á từng được nói khắp Đông Nam Á lục địa và sự phân bố rải rác ngày nay là do sự di cư nhiều dân tộc nói những nhóm ngôn ngữ khác nhau từ nam Trung Quốc.
Nền văn minh Trung Hoa và tiếng Trung Quốc lan rộng ra từ bình nguyên Hoa Bắc xuống thung lũng Trường Giang rồi nam Trung Quốc trong thiên niên kỷ thứ nhất TCN và thiên niên kỷ sau đó. Những tộc người bản địa ở đó hoặc bị đồng hóa, hoặc rút lên vùng cao, hoặc di cư xuống phía nam.
Do vậy mà ngữ hệ Tai–Kadai, nay gồm tiếng Thái, tiếng Lào và tiếng Shan, ban đầu chỉ có mặt ở nam Trung Quốc (ngày nay) và có lẽ cả quanh Trường Giang.
Trừ tiếng Tráng, đa số ngôn ngữ Tai-Kadai ở Trung Quốc đều được nói tại vùng cao hẻo lánh. Tương tự như vậy, hệ H'Mông-Miền nhiều khả năng bắt nguồn từ khu vực trung lưu Trường Giang.
Vùng núi và trung du phía bắc khu vực, cũng như đồng bằng Myanmar, còn là nơi cư ngụ của những dân tộc nói các ngôn ngữ Tạng-Miến của hệ Hán-Tạng. Hệ Nam Đảo ở Đông Nam Á lục địa có nhóm ngôn ngữ Chăm hiện diện Việt Nam và Campuchia.

## Cấu trúc âm tiết
Một đặc điểm thường gặp trong các ngôn ngữ tại khu vực là hình vị đơn âm tiết, thanh điệu, số lượng phụ âm tương đối lớn (với phụ âm bật hơi), các cụm phụ âm bị giới hạn ở đầu từ và hệ thống nguyên âm lớn. Phụ âm cuối tương đối giới hạn, thường là âm lướt, âm mũi hay âm tắc không thả hơi và không phải cụm phụ âm. Những ngôn ngữ ở mạn bắc vùng thường có ít nguyên âm và phụ âm cuối hơn, song lại có nhiều phụ âm đầu hơn.
Nhiều ngôn ngữ cũng có hình vị đa âm tiết. Một cấu trúc âm tiết mà cũng thường gặp, nhất là trong nhóm Môn–Khmer, là âm tiết rưỡi, được tạo nên từ một âm tiết chính đứng sau, với một "tiểu âm tiết" không được nhấn chỉ gồm một phụ âm và nguyên âm /ə/. Cấu trúc này có mặt trong số đông ngôn ngữ Nam Á (điển hình là tiếng Khmer), và cả ngôn ngữ Hán-Tạng như tiếng Miến.

## Hình thái và cú pháp
Đa số ngôn ngữ tại Đông Nam Á lục địa mang tính đơn lập, với rất ít sự biến tố. Quan hệ ngữ pháp thường được thể hiện bởi thứ tự từ ngữ, tiểu từ và giới từ. Cấu trúc từ thông thường là chủ–động–tân. Tiếng Bạch, Karen (và cả tiếng Trung Quốc) được cho là có cấu trúc chủ-động-tân do ảnh hưởng của các ngôn ngữ xung quanh (cấu trúc gốc chủ–tân–động vẫn được lưu giữ trong đa phần ngôn ngữ Hán-Tạng khác).